# جون إم. شتال
جون إم. شتال (بالإنجليزية: John M. Stahl)‏ هو منتج أفلام وكاتب سيناريو ومخرج أمريكي، ولد في 21 يناير 1886 في باكو في أذربيجان، وتوفي في 12 يناير 1950 في هوليوود في الولايات المتحدة بسبب نوبة قلبية.

## وصلات خارجية
- جون إم. شتال على موقع IMDb (الإنجليزية)
- جون إم. شتال على موقع الموسوعة البريطانية (الإنجليزية)
- جون إم. شتال على موقع ألو سيني (الفرنسية)
- جون إم. شتال على موقع تيرنر كلاسيك موفيز (الإنجليزية)
- جون إم. شتال على موقع أول موفي (الإنجليزية)
- جون إم. شتال على موقع قاعدة بيانات الأفلام السويدية (السويدية)
- جون إم. شتال على موقع قاعدة بيانات الفيلم (الإنجليزية)
- جون إم. شتال على موقع كينوبويسك (الروسية)